# 1908年臺灣
|        | 臺灣歷史 \| 台灣歷史年表 |
| 世纪： | 19世纪臺灣 \| 20世纪臺灣 \| 21世纪臺灣 |
| 年代： | 1870年代臺灣 \| 1880年代臺灣 \| 1890年代臺灣 \| 1900年代臺灣 \| 1910年代臺灣 \| 1920年代臺灣 \| 1930年代臺灣                                           |
| 年份： | 1903年臺灣 \| 1904年臺灣 \| 1905年臺灣 \| 1906年臺灣 \| 1907年臺灣 \| 1908年臺灣 \| 1909年臺灣 \| 1910年臺灣 \| 1911年臺灣 \| 1912年臺灣 \| 1913年臺灣 |
| 纪年： | 戊申年（猴年）、日本明治41年 |

## 政府

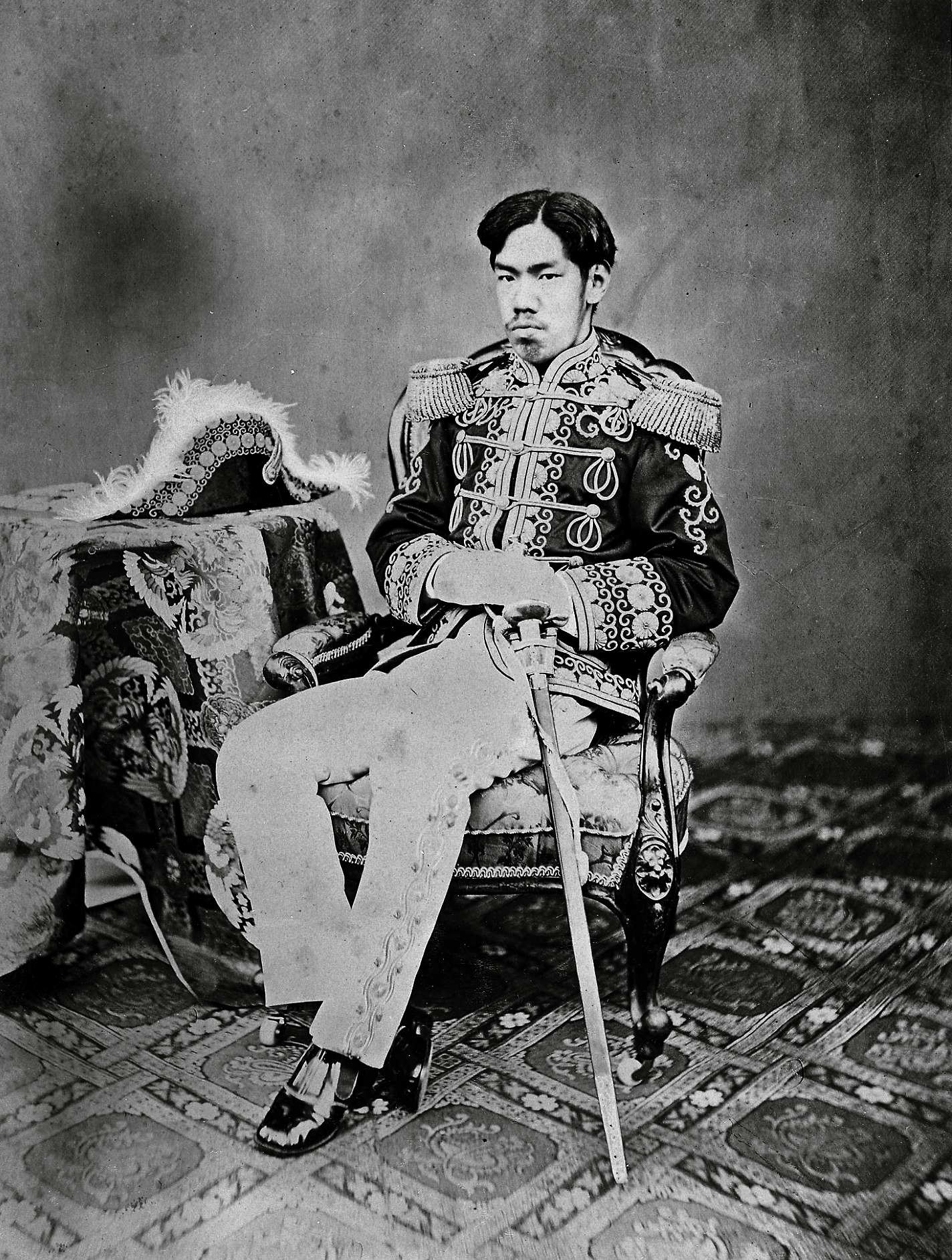
天皇：明治天皇
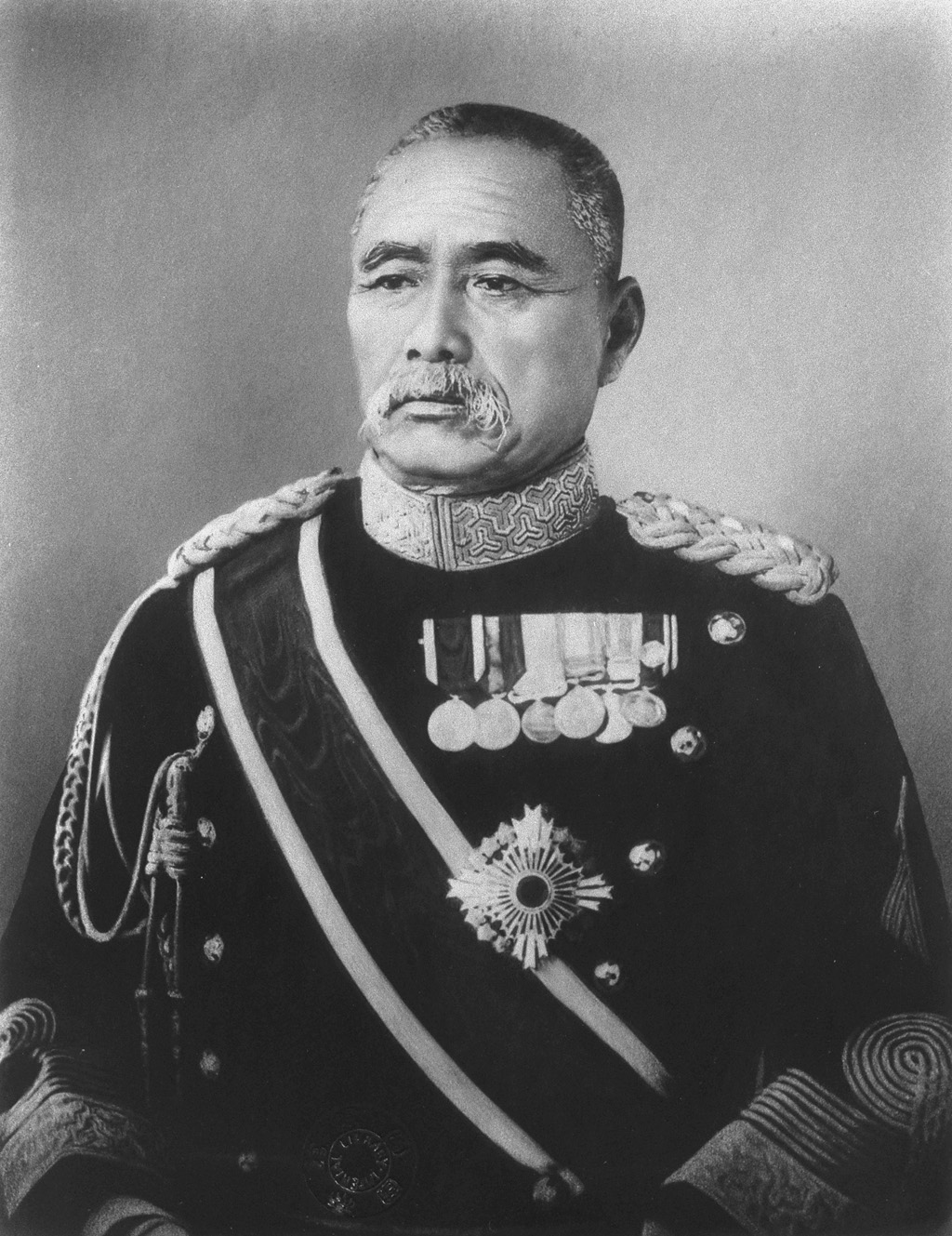
臺灣總督：佐久間左馬太
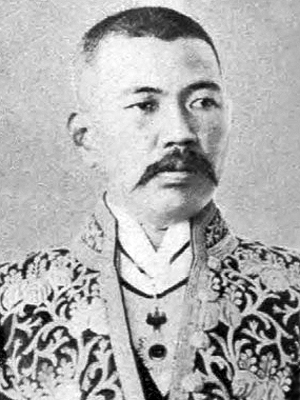
民政長官：大島久滿次

### 成員變動

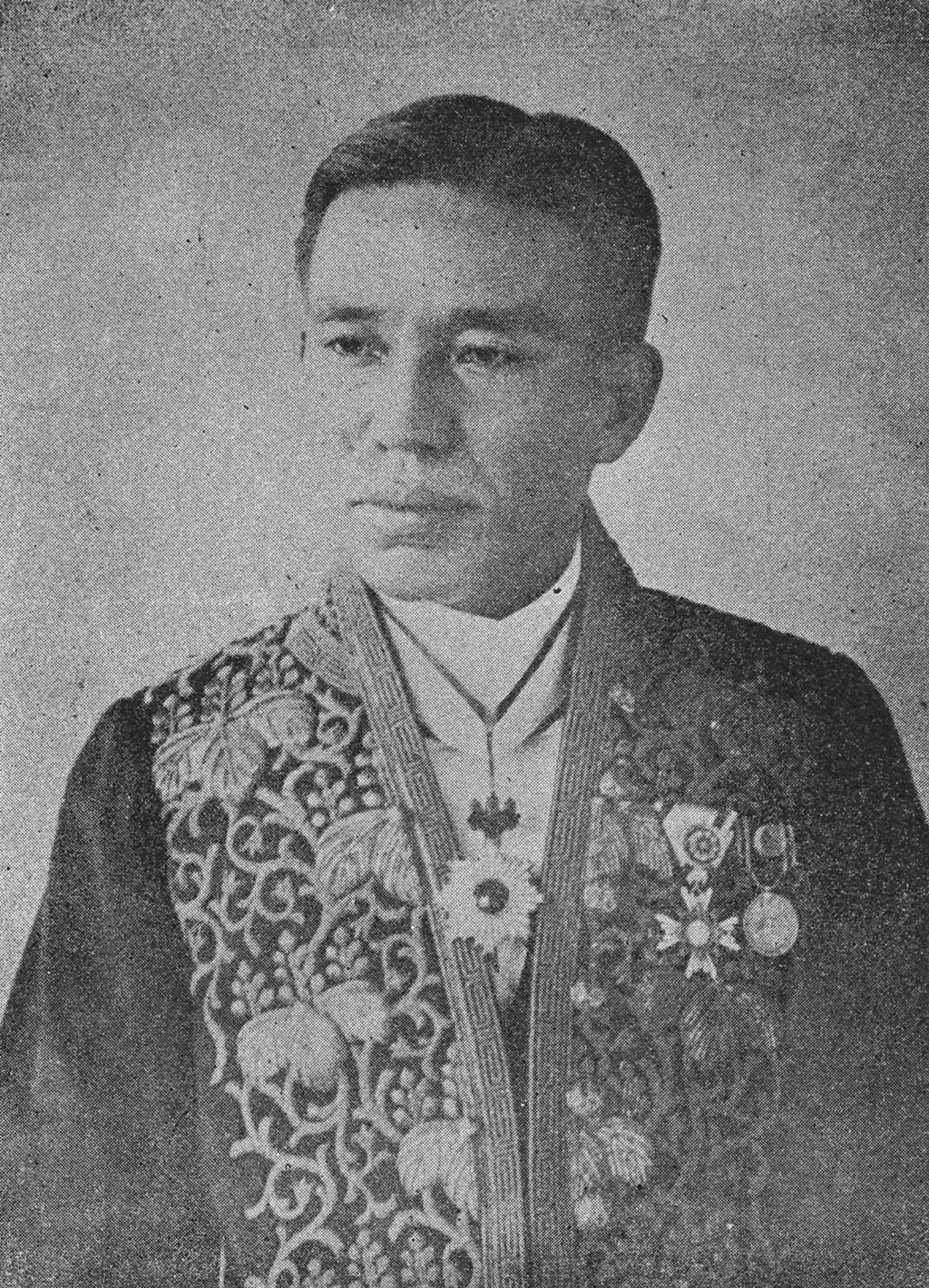
民政長官：祝辰巳（逝世）

## 大事記

### 4月
- 4月20日——臺灣鐵路縱貫線（基隆到高雄）完工通車[1]。

### 5月
- 5月25日——時任臺灣總督府民政長官祝辰巳卒於任上。

### 10月
- 10月22日——閑院宮載仁親王訪台。[2]:71
- 10月24日——在台中舉辦臺灣鐵路縱貫線的「全通式」[1]，閑院宮載仁親王親臨會場。[2]:71

### 12月
- 12月13日——七腳川事件。[2]:74

## 出生
- 1月25日——謝東閔，半山政治人物，中華民國第六屆副總統。（2001年逝世）
- 2月7日——郭水潭，作家。鹽分地帶文學家「北門七子」之一。（1995年逝世）
- 2月12日——西川滿，日治時期知名作家，生於日本福島縣。（1999年逝世）
- 2月26日——王詩琅，作家，戰後任職臺北市文獻委員會、臺灣省文獻委員會。（1984年逝世）
- 4月1日——許世賢，醫師、政治人物，首任嘉義市市長，有「嘉義媽祖婆」之稱。（1983年逝世）
- 4月10日——郭雪湖，畫家。與陳進、林玉山並列為「台展三少年」。（2012年逝世）
- 4月10日——林為恭，政治人物。戰後曾任臺灣省參議員、苗栗縣縣長。（1982年逝世）
- 4月28日——國分直一，日治時期考古與民俗方面的重要學者，生於日本東京。（2005年逝世）
- 7月13日——李石樵，畫家。曾入選帝展、台展。代表作有《台北橋》、《林本源庭園》、《大將軍》。（1995年逝世）
- 8月24日——郭雨新，政治人物。早年黨外運動參與者。（1985年逝世）
- 8月25日——楊昭璧，醫師、政治人物。曾任南投縣議員、議長、南投縣縣長。（1966年逝世）
- 11月29日——魏火曜，醫學家。曾任台大醫學院長。（1995年逝世）
- 12月20日——許乃邦，律師，曾任台中地方法院庭長。（1998年逝世）
- 12月25日——許振乾，政治人物，新竹客運創辦人。在地方派系屬「東許派」。（1963年逝世）
- 12月30日——許金德，商人、政治人物，曾任多屆台灣省議員、第三屆台灣省議會副議長。在地方派系屬「西許派」。（1990年逝世）
- 花岡一郎（Dakis Nomin），賽德克族警察、教師，於霧社事件中切腹自殺。（1930年逝世）

## 逝世
- 5月25日——祝辰巳，官僚、政治人物。臺灣總督府民政長官。（1868年逝世）